# Pierino Prati
Pierino Prati (Cinisello Balsamo, 1946. december 13. – Catania, 2020. június 22.) Európa-bajnok és világbajnoki ezüstérmes olasz labdarúgó, csatár, edző.

## Pályafutása

### Klubcsapatban
Az AC Milan csapatában kezdte a labdarúgást. A felnőttek között az 1965–66-os idényben mutatkozott be a Salernitana együttesében. 1966 és 1973 között az AC Milan játékosa volt, de az első idényben rögtön kölcsönadták a Savona csapatának. A Milannal egyszeres bajnok és kétszeres olasz kupagyőztes, továbbá egyszeres BEK-győztes és kétszeres KEK-győztes volt. Az 1967–68-as idény gólkirálya volt 15 találattal. 1973 és 1977 között az AS Roma, 1977–78-ban Fiorentina, 1978–79-ben a Savona labdarúgója volt. 1979-ben egy rövid ideig az Egyesült Államokbeli Rochester Lancers csapatában szerepelt. 1979 és 1981 között ismét a Savona játékosa volt és itt fejezte be az aktív labdarúgást.

### A válogatottban
1968 és 1974 között 14 alkalommal szerepelt az olasz válogatottban és hét gólt szerzett. 1968-ban Európa-bajnok lett a válogatottal. Tagja volt az 1970-es mexikói világbajnokságon ezüstérmet szerzett együttesnek.

### Edzőként
1988–1991 között egy-egy idényen át tevékenykedett a Solbiatese, a Bellinzago és a Pro Patria csapatainál.

## Sikerei, díjai
Olaszország
- Világbajnokság
  - ezüstérmes: 1970, Mexikó
- Európa-bajnokság
  - aranyérmes: 1968, Olaszország

 AC Milan
- Olasz bajnokság (Serie A)
  - bajnok: 1967–68
  - gólkirály: 1967–68 (15 gól)
- Olasz kupa (Coppa Italia)
  - győztes: 1972, 1973
- Bajnokcsapatok Európa-kupája (BEK)
  - győztes: 1968–69
- Kupagyőztesek Európa-kupája (KEK)
  - győztes: 1967–68, 1972–73
- Interkontinentális kupa
  - győztes: 1969